# Katana
Katana (jap. 刀 katana) – japońska długa sieczna broń biała, należąca do grupy tzw. mieczy japońskich (nihon-tō).

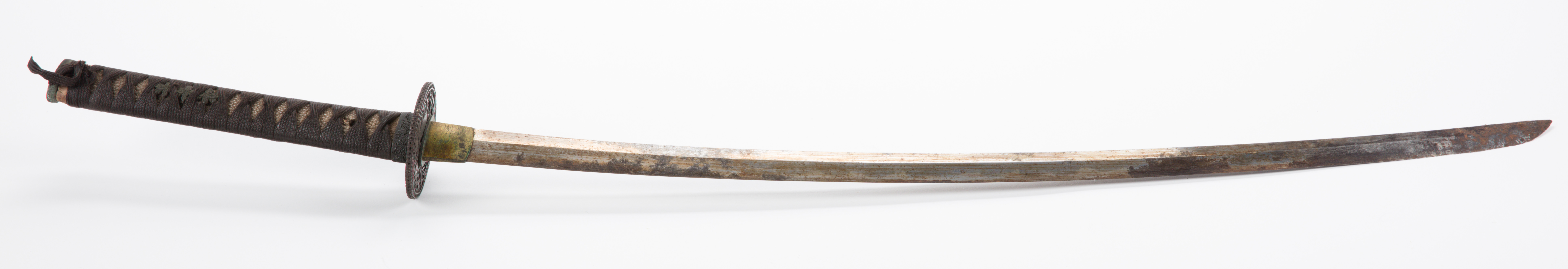
Katana

Katana jest bronią o jednosiecznej, zakrzywionej (w różnym stopniu) głowni (o długości powyżej 60 cm), zakończonej ściętym sztychem (kissaki). Jelec (tsuba) ma najczęściej kolisty kształt i często jest bogato zdobiony. Rękojeść (tsuka) wykonana jest z wydrążonego drewna lub miedzi, z oplotem jedwabnym lub w przypadku tradycyjnych katan z oplotem ze specjalnie preparowanej skóry rekina (cienkiej i wytrzymałej na warunki atmosferyczne i uszkodzenia mechaniczne) z elementami dekoracyjnymi.

## Nazewnictwo
Ze względu na zakrzywioną i jednosieczną głownię, katana pod względem konstrukcyjnym najbardziej zbliżona jest do szabli. Mimo to przyjęło się nazywanie jej mieczem (samurajskim, japońskim), co wynika z wpływu języka angielskiego w którym określana jest ona tym właśnie mianem (w języku polskim i angielskim „miecz” (ang. sword) ma jednak nieco inne znaczenie).
Jednoznaczne zdefiniowanie słowa katana jest trudne, gdyż poprzez wieki broń ta przechodziła liczne zmiany, a specyfika języka japońskiego i odmienne tłumaczenia na języki zachodnie zmąciły precyzję nazewnictwa. Można jednak wyróżnić trzy bardzo ogólne kryteria rozróżnienia, iż jest to:
- broń jednosieczna;
- ogólna nazwa rodzaju siecznych broni białych;
- długa broń biała noszona na biodrze w parze z krótką bronią białą wakizashi[5].

W znacznej większości była to broń jednosieczna o różnorodnej krzywiźnie. Wytwarzano jednak również katany z głowniami obosiecznymi (o niewielkiej krzywiźnie), co odnosiło się do samego sztychu (kissaki-moroha-zukuri), części lub całości głowni (kogarasu-zukuri).

## Historia

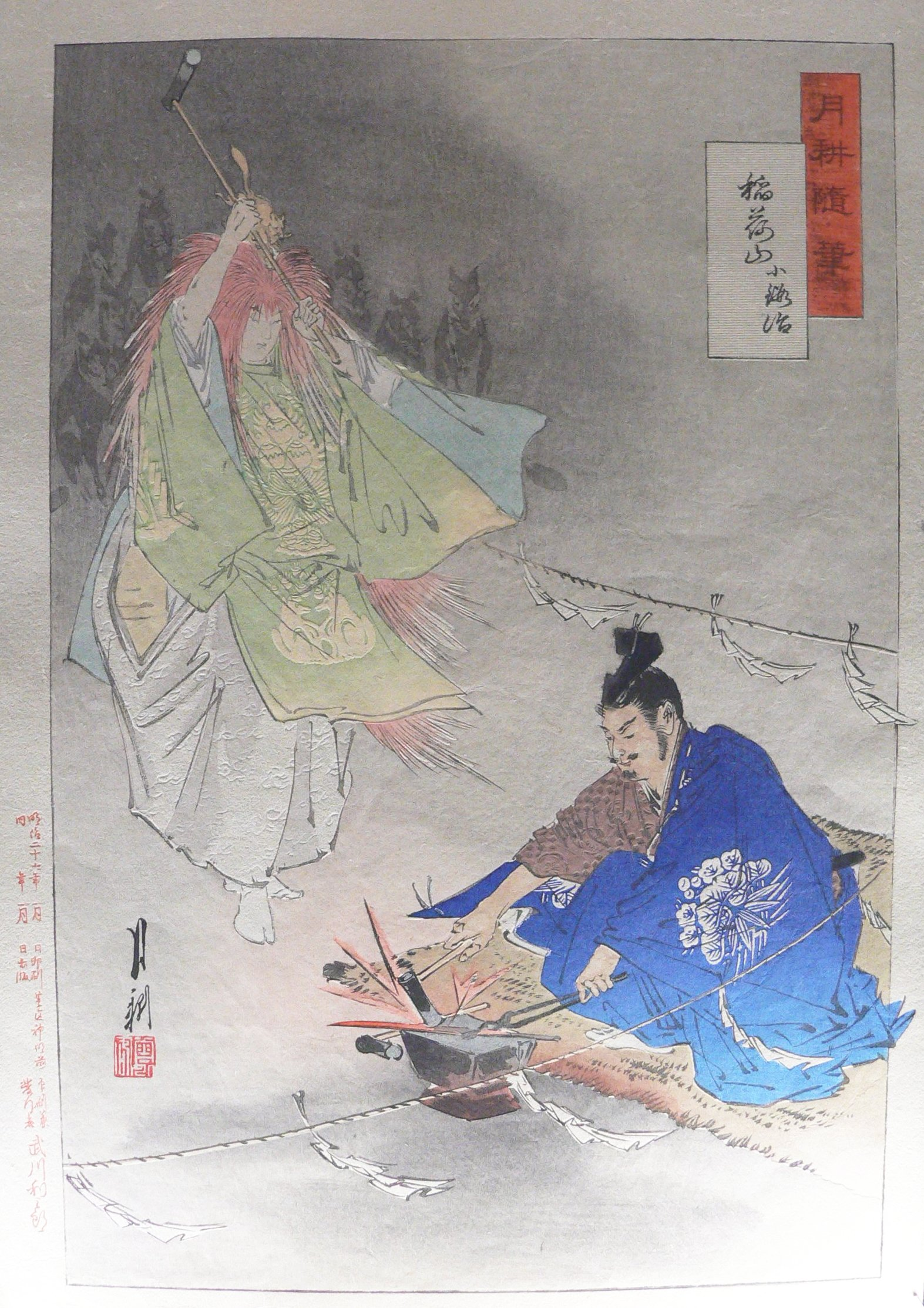
Mistrz Munechika Sanjō (X w.), wspomagany przez ducha lisów, wykuwający miecz Ko-Gitsune Maru, drzeworyt Gekkō Ogata (XIX w.)

Pierwsze egzemplarze broni tego typu pojawiły się w Japonii w okresie Nara (710–794) jako kara-tachi, czyli miecze chińskie. Początkowo nie posiadały one jeszcze charakterystycznego zdobnictwa i jelca tarczkowego. Dopiero w okresie Muromachi-Ashikaga (1392–1573) pojawiła się broń podobna do późniejszego katana, zwana uchi-gatana (w wolnym tłumaczeniu „miecz uderzeniowy”) przeznaczona dla uboższych wojowników walczących pieszo. Istnieje wiele innych wersji mieczy z tego okresu, ale różnice pomiędzy nimi są niewielkie.
W okresie Edo (1603–1868) usystematyzowano produkcję mieczy. Powstało szereg praw regulujących sposoby noszenia i używania broni. Powstało określenie daishō. Wyodrębniły się rodziny płatnerskie, specjalizujące się w produkcji katana. To właśnie w tym okresie powstała większość tradycyjnych nazw.
Różnice pomiędzy mieczami tachi a katana wynikają przede wszystkim ze sposobu noszenia broni – tachi noszony był na dwóch rapciach ashi ostrą stroną głowni ku dołowi i używany w przypadku stosowania zbroi. Katana – noszona przy normalnym ubraniu, a zatem bez rapci, przetknięta przez pas (kaku-obi) ostrą stroną głowni ku górze. Sposób noszenia wpłynął nie tylko na strój (koshirae), a w szczególności na pochwę saya, która w przypadku tachi miała specjalne dodatkowe pierścienie, ale także na samo ostrze, które przy tachi było zwykle bardziej wygięte.
W pochwie mieczy mniej zamożni posiadali schowki na dodatkowe akcesoria: kozuka, kodachi, kōgai, waribashi i umabari. Bardziej zamożni, mogący sobie pozwolić także na krótszy miecz wakizashi lub sztylet tantō, akcesoria te przechowywali przy nich. Krótszy miecz lub sztylet można było nosić zawsze ze sobą, a dłuższy zostawiało się w specjalnym miejscu przed wejściem do wnętrza domostwa.
Edykt Haitō-rei z 1876 roku zabronił posiadania broni wszystkim Japończykom, z wyjątkiem wojska i policji. Umiejętności władania tą bronią zanikały i przekształciły się w szermierkę sportową (kendō) oraz w szermierkę medytacyjną (iaidō). Do 1933 roku nie wytworzono żadnego tradycyjnego miecza katana. Miecze wojskowe guntō, używane przez wielu japońskich oficerów w czasie II wojny światowej były stylizowane właśnie na katana okresu Edo.
Przed II wojną światową wznowiono naukę szermierki bojowej w Szkole Wojsk Lądowych Toyama (Rikugun Toyama Gakkō). Z niej powstał nurt Toyama-ryū, obecnie stosowanej szermierki bojowej (battōdō), a z powiązania z iaijutsu powstało iaidō.
Dzisiaj miecze japońskie dzieli się na stare, kolekcjonerskie, na wytwarzane obecnie w Japonii oraz na tworzone z zachowaniem wszelkich restrykcji technologicznych poza granicami Japonii. Prócz tego oferuje się wiele replik i podróbek ze stali nierdzewnej oraz miecze wytwarzane innymi (bardziej zaawansowanymi) technologiami, które, choć podobnie wyglądają, nie są zaliczane do mieczy japońskich. Wytwarzanie nowych mieczy w Japonii jest obwarowane narzuconym przez rząd limitem rocznym.
W Japonii obowiązuje również nakaz niszczenia mieczy guntō, jako że ich produkcja miała charakter masowy i nie spełniała standardów jakości przyjętych dla broni kutej ręcznie. Poza Japonią mieczy guntō jest jednak bardzo wiele, zwłaszcza w USA, przywiezionych po II wojnie światowej przez amerykańskich żołnierzy.

## Proces wytwarzania

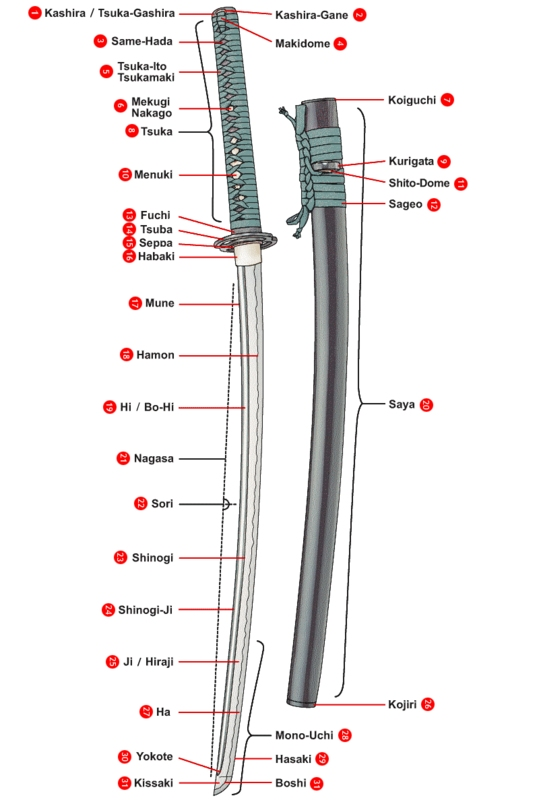
Japońska terminologia poszczególnych części katany

Katana – diagram

Głownia miecza wytwarzana było przez płatnerza (katana-kaji). W ciągu wielu dni kucia, a następnie zgrubnego szlifu strugami nazywanymi sen, następnie (opcjonalnie) wykonywano zbrocze (bo-hi) (trwa to ok. 3 dni). Następnie ostrze hartowano.
Do wykonania katan najwyższego gatunku do tej pory używa się unikatowej stali. Produkuje się ją 2-3 razy w roku z żelaza wypłukiwanego w postaci czarnego „piasku” pochodzącego z górskich strumieni. Proces ten polega na wytapianiu żelaza (przez trzy doby, w specjalnym piecu) z węglem drzewnym co nadaje stali specyficzne właściwości. Stal powstała z tego wytopu nazywa się tama-hagane. Część stali kruchej i twardej używa się na ostrza, część twardej, lecz wytrzymałej na warstwę pod ostrzem, część plastycznej na rdzeń. Te trzy rodzaje stali wybierane są metodą porównawczą przez płatnerza z kęsów powstających podczas danego wytopu.
W najprostszym wypadku ze zwykłej gąski stali formowano długi pręt, który następnie przecinano, nakładano na siebie dwie połówki i sklepywano na powrót w pręt. Był on następnie wielokrotnie podgrzewany w palenisku. Taki wielokrotny proces przecinania i sklepywania powodował, że ostrze miało konstrukcję laminatu (wielu warstw) stalowego, co przyczyniało się do zwiększenia wytrzymałości bez utraty elastyczności. Wzór utworzony podczas skuwania jest charakterystyczny dla mieczy wykonanych techniką dziwerowania, ponieważ początkowa, gąbczasta postać stali wymusza tego typu obróbkę.
Charakterystyczny wygięty kształt ostrza spowodowany jest obróbką temperaturową w ostatniej fazie formowania głowni. Polega ona na zmianie czasu studzenia krawędzi ostrza (yakiba) w stosunku do reszty (ji-hada), przez co uzyskuje się różne twardości, odpowiednio około 60 HRC i 40 HRC. Zmiana temperatury uzyskiwana jest przez pokrycie krawędzi tnącej ostrza wodnym roztworem gliny. Powstałe w tym procesie na płaszczyźnie klingi zafalowania (odbicie zasięgu gliny) nazwane zostały „podpisem miecza” (hamon). Należy pamiętać, że kowal hartował miecz w wodzie, czasem poprzedzonej filmem olejowym, nigdy nie stosował metod hartowania tradycyjną techniką gaszenia w oleju, dla zróżnicowania stref hartowania. (Warto też wspomnieć, że Chińczycy zaczęli oferować miecze z damastu, co również jest niezgodne z japońską tradycją).
Następnie surową klingę przejmował szlifierz (togimono-shi), który ręcznie za pomocą zestawu kamieni wodnych modelował, ostrzył i w końcu polerował powierzchnię. W nowoczesnym lustrzanym stylu polerowania stosuje się jeszcze igły stalowe.
Ukończoną głownię umieszczano w tymczasowej rękojeści i wykonywano próbę cięcia. Wynik zapisywano na cienkim arkuszu papieru ryżowego i umieszczano w rękojeści docelowej (tsuka). Jelec tarczowy (tsuba) był wytwarzany przez innych rzemieślników i można go było wymieniać.
Ponieważ za właściwy miecz – „duszę samuraja” – uważano tylko klingę, mogła ona posiadać różne stroje (koshirae): domowy, podróżny, ceremonialny – zawsze składające się z pasujących stylem rękojeści, jelca i pochwy (saya). Bardzo często stosowano też specjalny strój do przechowywania, zwany shira-saya, wykonywany z czystego drewna bez żadnych elementów ozdobnych lub z innego materiału. Dzięki prostocie shira-saya osoba oglądająca miecz mogła skupić się wyłącznie na walorach ostrza, ponieważ jego wzroku nie odciągały elementy oprawy.
Rękojeść użytkową wytwarzano z odmiany magnolii japońskiej (hō-no-ki). Dwa wyżłobione elementy boczne były sklejane klejem ryżowym. Następnie przykładano nań skórę płaszczki. Od strony gardy tsuba zakładano metalowy lub rogowy pierścień (obejmę) wzmacniający o nazwie (fuchi), z drugiej strony rękojeść zakańczano zaślepką (''kashira''). Powierzchnię rękojeści pomiędzy obejmą a zaślepką pokrywano oplotami z materiału bawełnianego lub jedwabnego. Pod oplot wkładano zwykle dwa menuki, ozdoby, które mogły albo zasłaniać otwory kołków mocujących klingę (mekugi), albo przez podniesienie oplotu wypełniać wnętrze trzymającej rękojeść dłoni. Miecz umieszczany był w drewnianej pochwie (saya), która była pokrywana laką, czasem ozdabiania na różne sposoby.

## Galeria

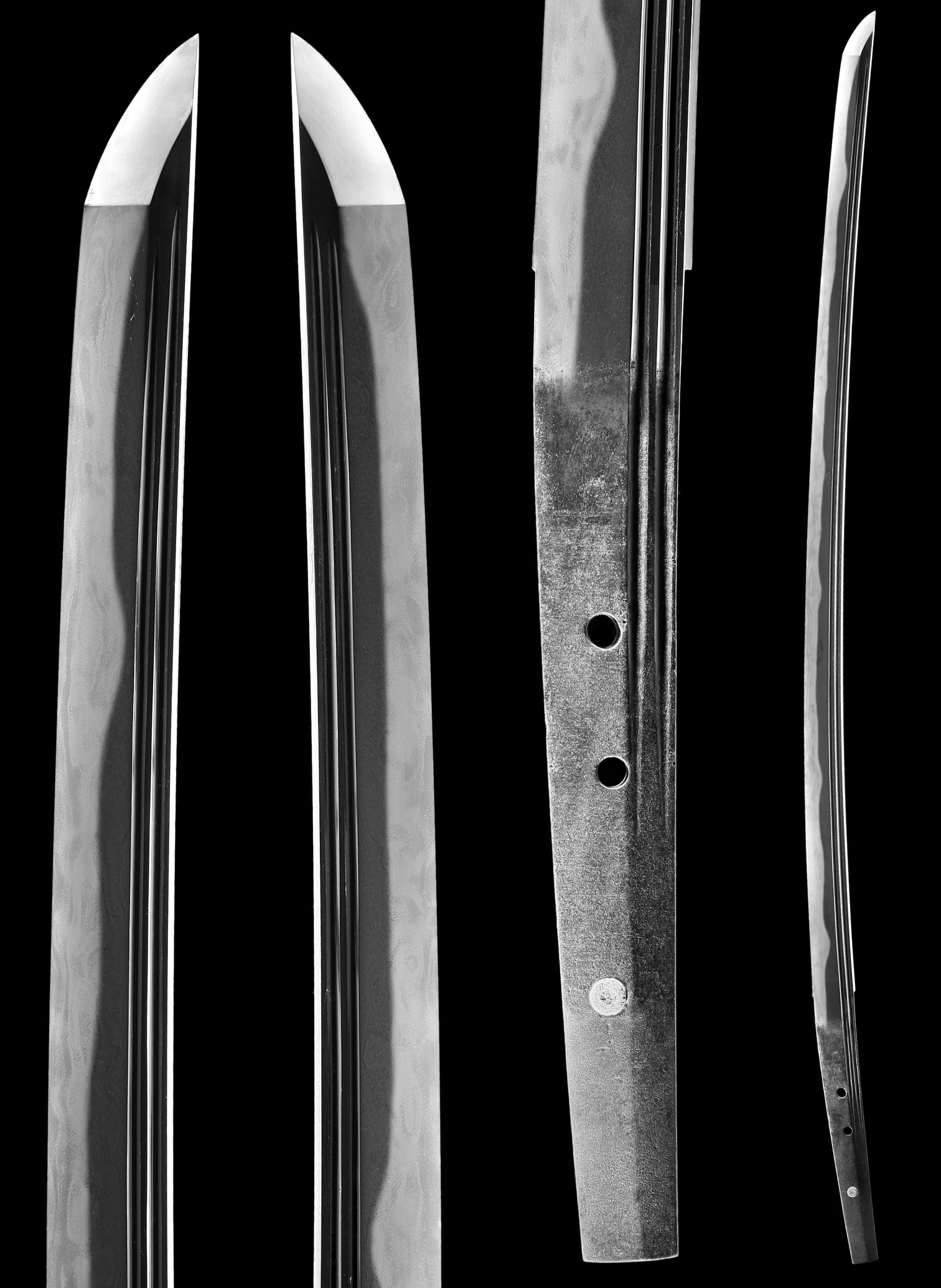
Hamon
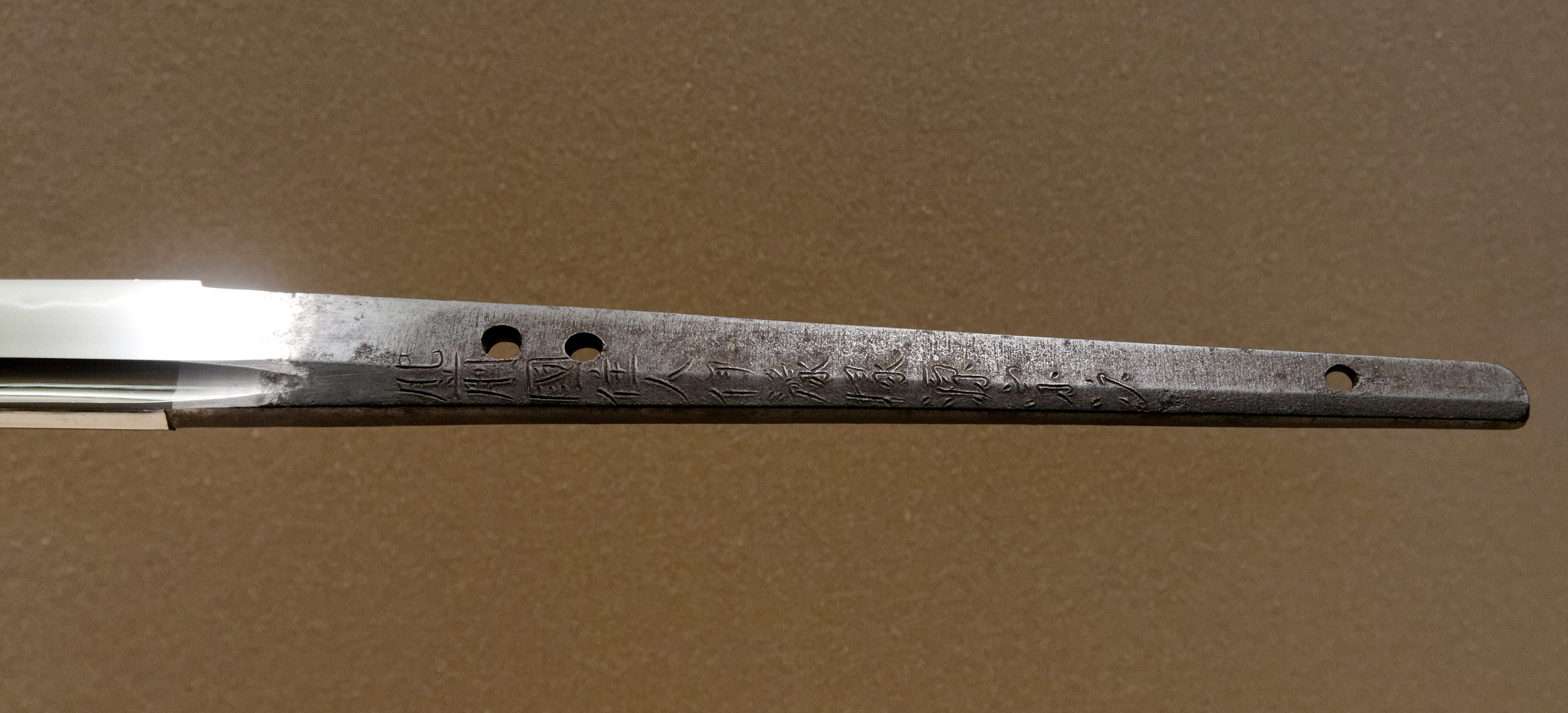
Nakago
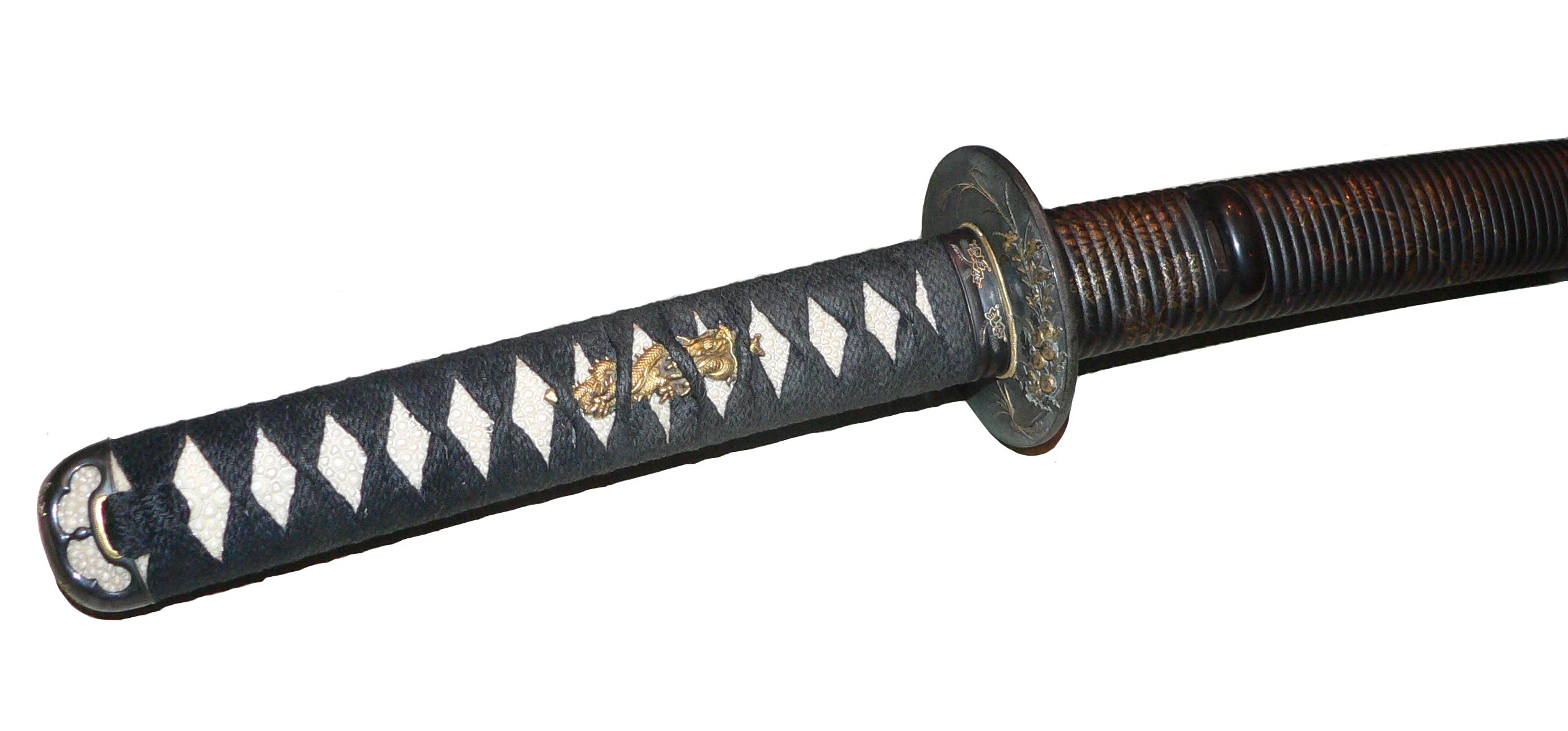
Tsuka
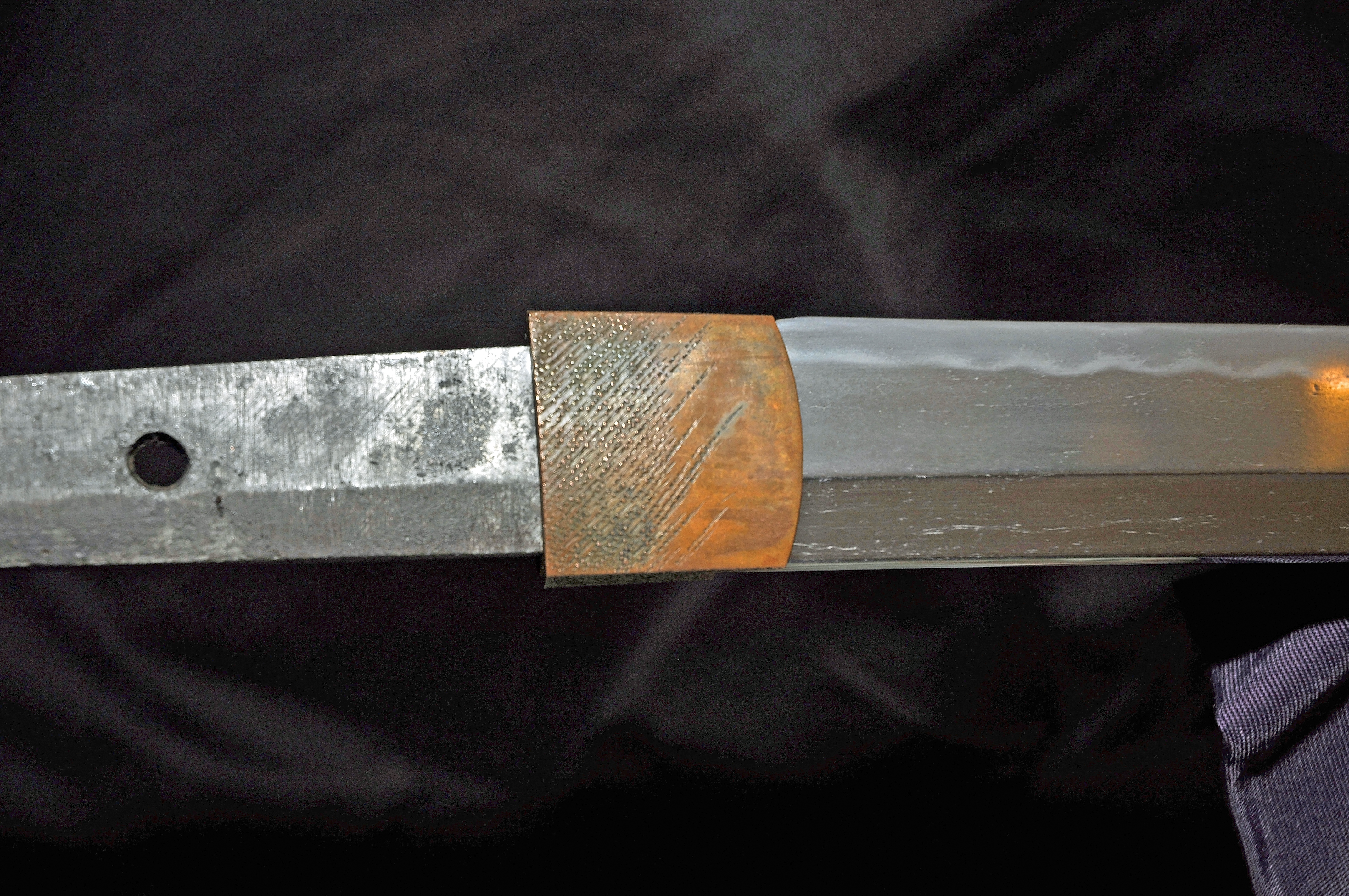
Habaki
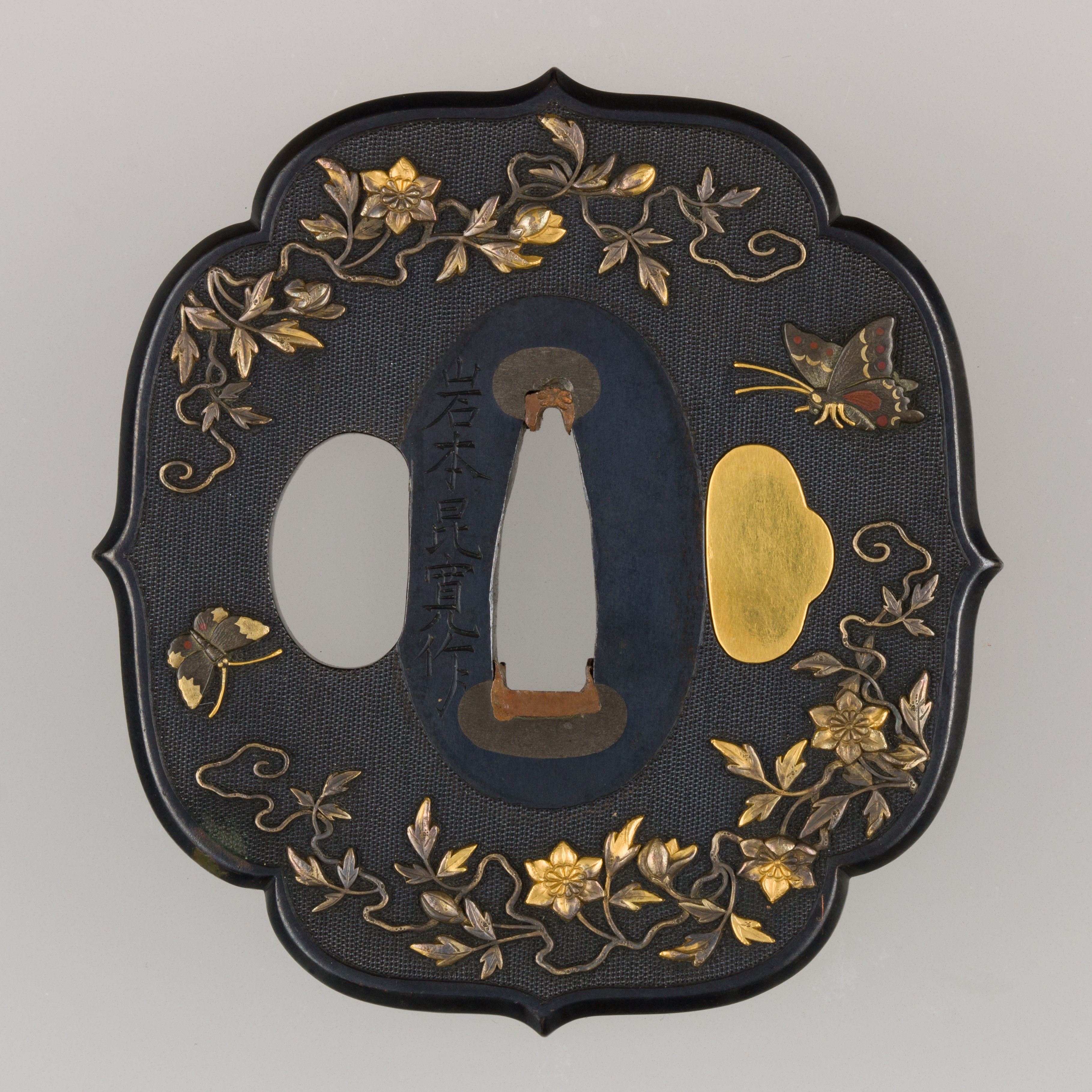
Tsuba
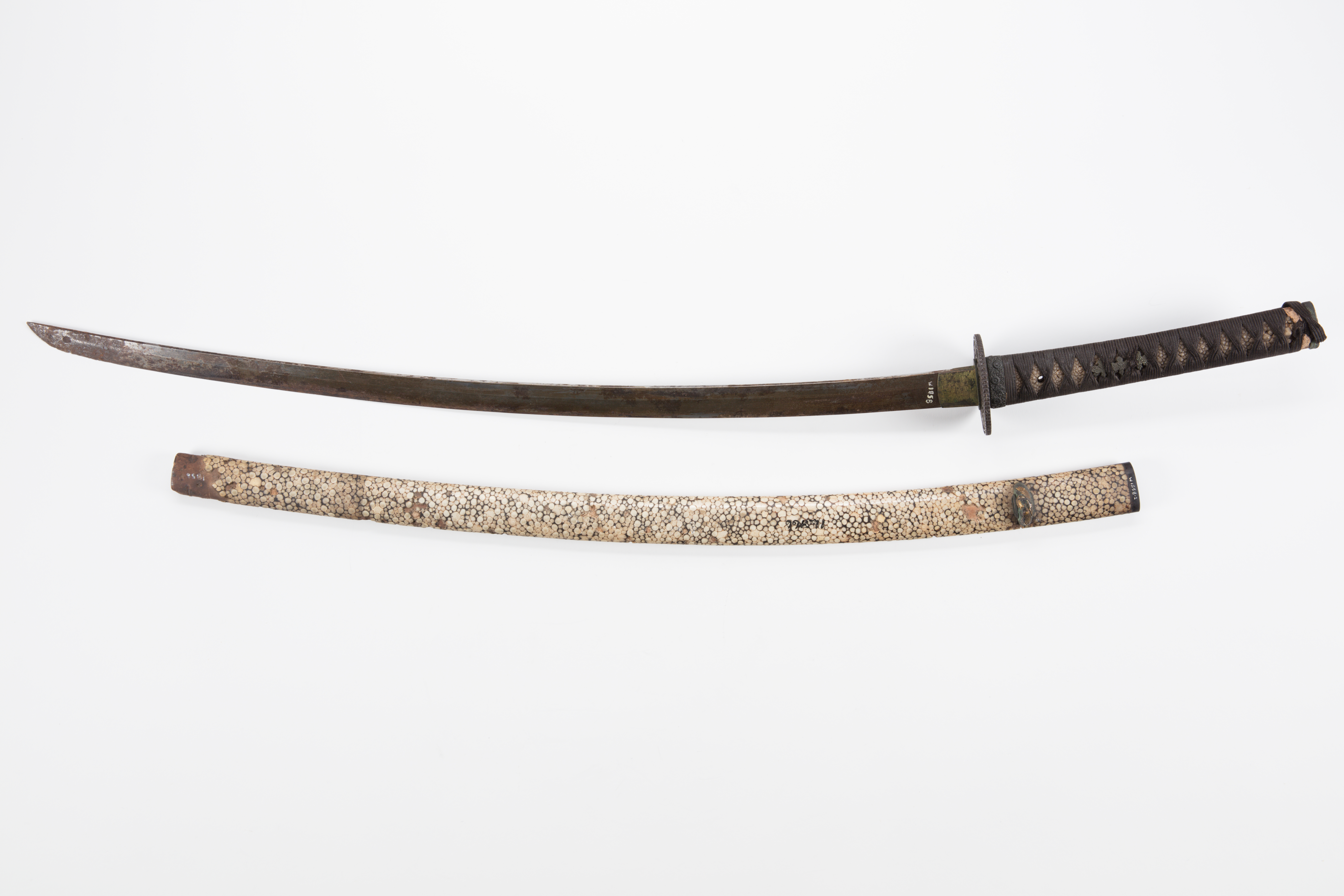
Katana z pochwą (saya)
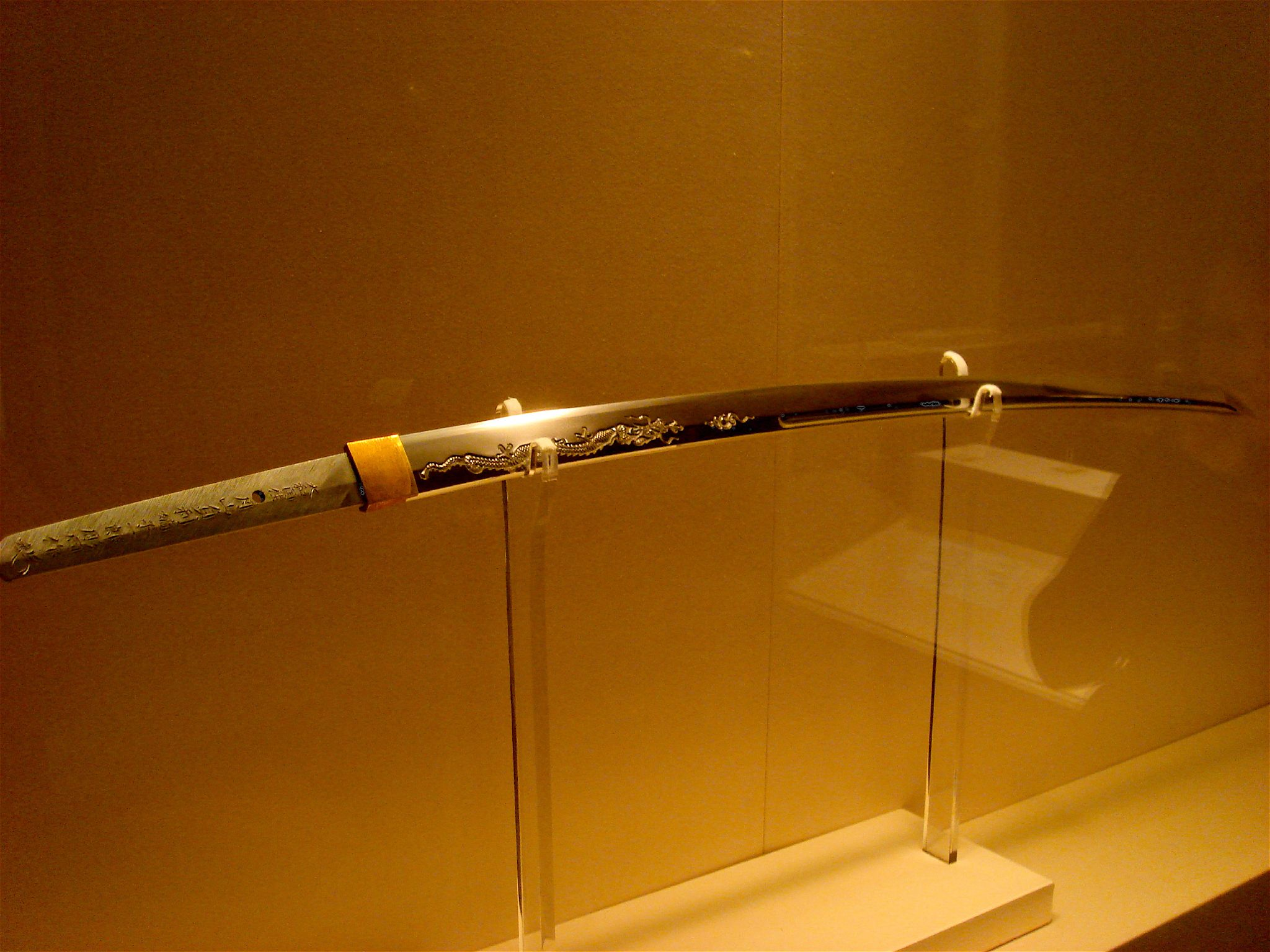
Katana z rzeźbioną głownią, Metropolitan Museum of Art, Nowy Jork